# Kuczbork-Osada (village)
Pour les articles homonymes, voir Kuczbork-Osada.
Kuczbork-Osada (prononciation : [ˈkut͡ʂbɔrk ɔˈsada]) est un village polonais de la gmina de Kuczbork-Osada dans le powiat de Żuromin de la voïvodie de Mazovie dans le centre-est de la Pologne.
Il est le siège administratif de la gmina (district administratif) appelée gmina de Kuczbork-Osada.
Il se situe à environ 11 km à l'est de Żuromin (siège du powiat) et à 116 km au nord-ouest de Varsovie (capitale de la Pologne).
Le village compte une population de 310 habitants en 2006.

## Histoire
De 1975 à 1998, le village appartenait administrativement à la voïvodie de Ciechanów.